# Bandiera di New York (stato)
La bandiera dello Stato di New York è composta dallo stemma dello stato su sfondo blu scuro. Essa raffigura due sostegni:
- A sinistra la Libertà con un rivoluzionario berretto frigio sollevato da un'asta. Il suo piede sinistro poggia su una corona che simboleggia l'indipendenza dalla monarchia britannica che un tempo governava New York come una sua colonia;
- A destra, invece, troviamo la dea della Giustizia con gli occhi bendati, una bilancia e una spada.
- Al centro un'aquila siede sopra un globo, mentre le navi nello sfondo rappresentano il commercio interno e quello estero, entrambi di vitale importanza per lo sviluppo iniziale di New York.

Lo stemma reca scritta, nella prima riga, la parola latina Excelsior, che significa "più alto", "superiore". In inglese, spesso e volentieri questa frase viene tradotta come Ever Upward, ovvero "sempre più in alto". La seconda riga reca uno dei motti più importanti degli Stati Uniti, E pluribus unum, traducibile con "Tra molti, uno".

## Storia ed evoluzione
Lo stemma venne inizialmente adottato nel 1778, mentre la bandiera così come si presenta oggi è una versione moderna di una bandiera dei tempi della Rivoluzione. Ancora oggi è possibile vedere l'originale, conservata all'Albany Institute of History and Art.
Nel 1901, tuttavia, un decreto emanato il 22 aprile portò ad alcune modifiche della bandiera, il cui colore passò dal camoscio al blu.
Nel 2020 la bandiera e lo stemma dello Stato sono stati modificati aggiungendo il famoso motto in latino E Pluribus Unum. Le bandiere precedenti a questa modifica sono ancora in uso e continueranno a essere issate finché non deteriorate.

## Bandiere storiche

Bandiera dello Stato di New York (1896-1901)
Bandiera dello Stato di New York (1909-2020)